# 양봉직
양봉직(楊鳳稙, 1926년 8월 9일~1995년 7월 28일)은 대한민국의 예비역 군인 장성 출신의 전직 정치인이다. 본관은 청주(淸州)이고, 호(號)는 청재(淸齋)·광석(光石)이다.

## 생애

### 출생과 젊은 시절
1926년 8월 9일, 충남 논산에서 출생하였으며 충청남도 공주고등보통학교를 졸업하고 1948년 육사 6기로 임관하였으며 이후 육군보병학교·육군포병학교·육군대학교·국방대학교를 졸업했다.

### 주요 경력
- 1948년 육군 소위 임관(1948년 3월)
- 1949년 육군 중위 진급(1949년 2월)
- 1950년 육군 대위 진급(1950년 1월)
- 1951년 육군 소령 진급(1951년 3월)
- 1952년 육군 중령 진급(1952년 2월)
- 1957년 육군 제8사단 제21연대장 보임과 동시에 육군 대령 진급(1957년 1월 8일)
- 1961년 국가재건최고회의 연합참모국 기획감 전보(1961년 7월 28일)
- 1961년 국방부 연합참모국 예하 기획감 전보(1961년 10월 18일)
- 1962년 국방부 연합참모국 예하 연합참모감 전보(1962년 5월 20일)
- 1963년 국방부 연합참모국 예하 연합참모감 재직 시절 육군 준장 진급(1963년 2월 26일)
- 1963년 국방부 운영차관보 직무대리 전보(1963년 6월 1일)
- 1963년 국가재건최고회의 연합참모국 부국장 전보(1963년 7월 1일)
- 1963년 육군본부 기획보안처 차장 전보(1963년 8월 16일)
- 1966년 육군 제8사단 참모장 전보(1966년 3월)
- 1967년 육군 제8사단 부사단장 보임(1967년 8월)
- 1968년 육군 제8사단장 승진 보임 및 육군 소장 진급(1968년 2월)
- 1972년 육군본부 정보참모부 부장 보임(1972년 3월 2일)
- 1973년 육군 중장 진급(1973년 1월)
- 1974년 육군 제1군단장 전보(1974년 3월 8일)
- 1978년 육군 중장 예편(1978년 11월 1일)
- 1987년 통일민주당 당무위원 겸 행정위원(1987년 6월 13일)
- 1987년 통일민주당 탈당(1987년 9월 22일)
- 1995년 7월 28일 향년 70세로 사망

## 가족 관계
- 아버지: 양철식(楊澈式)
- 어머니: 박정자(朴正子)
- 형: 양순직(楊淳稙) - 예비역 해군 중령 출신의 전직 정치인

## 학력
- 충청남도 공주고등보통학교 졸업(1945년)
- 육군사관학교 6기(1948년)
- 육군보병학교 1기 졸업(1949년)
- 육군포병학교 졸업(1954년)
- 육군대학교 졸업(1958년)
- 국방대학교 행정학사 5기(1960년)

## 사후
그의 유해는 대한민국 국립 대전현충원(장군 1-47 묘역)에 안장되어 있다. 